# احمدآباد برادران غربی
احمدآباد برادران غربی یک روستا در ایران است که در دهستان گلستان (سیرجان) واقع شده‌است.